# ФК Његош Ловћенац
ФК Његош је фудбалски клуб из Ловћенца који се такмичи у ПФЛ Суботица, петом такмичаском нивоу српског фудбала.

## Историја
Такмичарски фудбал у некадашњем Секићу (данас Ловћенцу) први пут се заиграо у сезони 1931/32. и трајао је до лета 1936. године када је екипа "Секићког Спортског Клуба" наступала у "Провинцијској групи - Средњобачка" Суботичког ногометног подсавеза. Поновно укључивање фудбалера из Секића десило се у сумрак Другог светског рата лета 1940. године када је покренута екипа под именом "Ватрогасна омладина" али је она после три одиграна кола брисана из савеза па је накнадно у савез примљена новооснована "Викторија" из Секића.
Први фудбалски клуб у Ловћенцу након Другог светског рата носио је назив "Ловћен" и основан је 4. октобра 1946, да би после тога променио име у "Његош", по узору на истоимено пољопривредно добро које је преузело клуб. Првих година постојања такмичили су се у лигама бачкотополског и суботичког среза. Највећи успех у историји клуба је остварен 1974. када је након победе у баражу над екипом Младости из Апатина (први меч у Апатину 0:0; реванш у Фекетићу 1:0 за "Његош"), остварен пласман у Војвођанску лигу, трећу по рангу у тадашњој Југославији. Фудбалери из Ловћенца провешће само једну такмичарску сезону у трећем рангу након чега су се вратили у зону.
После дуже година играња зонских лига, 1990. је поново остварен пласман у Војвођанску лигу, који је поновљен 2006. "Његош" дужи низ година игра у Подручној лиги Суботице, а у сезони 2019/20. су пре прекида свих спортских такмичења били на првом месту у лиги.
У октобру 2016. је поводом 70 година од оснивања клуба у Ловћенцу гостовала и Црвена звезда.

## Познати играчи
Први истакнутији фудбалер овог клуба постао је Божидар Белојевић, рођени Подгоричанин, који је из Његоша прешао у Партизан, где се задржао три године. Бранио је још и за Будућност из Титограда и Борово. 
Међутим, свакако најуспешнији фудбалер из Ловћенца није никада заиграо за клуб из свог места. Овде је 1947. рођен Данило Попивода, дугогодишњи играч Олимпије из Љубљане и касније Ајнтрахта из Брауншвајга. Дошао је и до репрезентације Југославије, играо на Мундијалу 1974. и првенству Европе 1976. и забележио укупно 20 наступа. Још један репрезентативац из Ловћенца је Миодраг Кустудић, бивши играч Војводине, Ријеке, Еркулеса и Мајорке.
Од фудбалера из овог места и бивших играча клуба треба издвојити Драгана Јаблана, Вељка Зубера, Слободана Брацановића, Радивоја, Милана и Зорана Ђуровића, Саву Павићевића, Радована Кривокапића и најбољег стрелца у историји Суперлиге Србије, Андрију Калуђеровића.